# Pristimantis orpacobates
Pristimantis orpacobates är en groddjursart som först beskrevs av Lynch, Ruiz-Carranza och Ardila-Robayo 1994.  Pristimantis orpacobates ingår i släktet Pristimantis och familjen Strabomantidae. IUCN kategoriserar arten globalt som sårbar. Inga underarter finns listade i Catalogue of Life.